# Ciao Italia: Live from Italy
Ciao Italia: Live from Italy – tytuł zapisu koncertu, jaki Madonna dała podczas trasy Who’s That Girl World Tour we Włoszech. Został on wydany 24 maja 1988 w formacie VHS i Laserdisc, a następnie, pod koniec lat dziewięćdziesiątych, na nośniku DVD.
Większość nagrania to zapis koncertu z 4 września 1987 na Stadio Comunale di Torino, jednak w rzeczywistości jest to kompilacja dwóch ostatnich koncertów trasy, zarejestrowanych w Turynie i Florencji oraz ujęć nakręconych podczas pierwszych występów w Japonii. Uważny obserwator może dostrzec drobne różnice pomiędzy tymi występami: nieco odmienne fryzury Madonny, inna biżuteria, zmienne oświetlenie, itp.
W celu promocji tego wydawnictwa, zarejestrowaną tu wersję piosenki „Into the Groove” wydano jako odrębny teledysk w roku 1988.

## Lista utworów
Program nagrania odzwierciedla listę utworów prezentowaną podczas trasy:
1. "Open Your Heart" (Madonna, Gardner Cole, Peter Rafelson) – 8:37
2. "Lucky Star" (Madonna) – 4:33
3. "True Blue" (Madonna, Stephen Bray) – 5:05
4. "Papa Don’t Preach" (Madonna, Brian Elliot) – 5:39
5. "White Heat" (Madonna, Patrick Leonard) / (zawiera fragmenty utworu muzycznego "Theme from Perry Mason" (Fred Steiner)) – 6:24
6. "Causing a Commotion" (Madonna, Stephen Bray) – 5:41
7. "The Look of Love" (Madonna, Patrick Leonard) – 4:48
8. Medley: – 10:27
  1. "Dress You Up" (Peggy Stanziale, Andrea LaRusso)
  2. "Material Girl" (Peter Brown, Robert Rans)
  3. "Like a Virgin" (Tom Kelly, Billy Steinberg) / (zawiera fragmenty piosenki "I Can’t Help Myself (Sugar Pie Honey Bunch)" (Brian Holland, Lamont Dozier, Edward Holland))
9. "Where’s the Party" (Madonna, Stephen Bray, Patrick Leonard) – 4:28
10. "Live to Tell" (Madonna, Patrick Leonard) – 8:00
11. "Into the Groove" (Madonna, Stephen Bray) – 9:57
12. "La Isla Bonita" (Madonna, Patrick Leonard, Bruce Gaitsch) – 5:47
13. "Who’s That Girl" (Madonna, Patrick Leonard) – 8:15
14. "Holiday" (Curtis Hudson, Lisa Stevens) – 13:11

Długość nagrania: 1:40:58

### Produkcja nagrania
- Reżyser: Egbert van Hees
- Asystent reżysera: Boy Smits
- Producent: Riccardo Mario Corato oraz Marijke Klasema
- Producent wykonawczy: Harry de Winter
- Asystent produkcji: Hetty Los, Renée de Jong
- Montażysta: Mitchell Sinoway
- Montażysta nagrania wideo: Jeff U'Ren
- Współmontażysta: Candice Brown
- Kierownik techniczny: Kees Jan Pel
- Remikser: Brian Malouf, Rick Holbrock
- Remikser dźwięku Live: Gert Blom
- Mikser obrazu: Robert Jan Bakker
- Operator kamery: Mark Miceli, Sherman Kennedy, Connie Lawrence, Steve Henry, Gordon Baird, Jamie Castellenos, Gary Doon, Terry Brennan
- Postprodukcja: Ken Dahlinger
- Reżyser materiałów dodatkowych: Mark Miceli, Mitchell Sinoway
- Projekt okładki: Jeri Heiden, Maura P. McLaughlin
- Fotograf: Herb Ritts

Specjalne podziękowania:
- Shozo Katsuta Dentsu, Inc.,
- Mitsubishi Electric,
- Warner – Pioneer Corporation,
- Dough Buttleman i Yamaha za udostępnienie instrumentów muzycznych.

Nagranie zostało zrealizowane przy współpracy RAI Radiotelevisione italiana oraz IdtV Amsterdam.